# Mojave Trails National Monument
Het Mojave Trails National Monument is een 6.475 km² groot, federaal beschermd natuurgebied in San Bernardino County, in het zuidoosten van de Amerikaanse staat Californië. Het is een onderdeel van de Mojavewoestijn.
Mojave Trails omringt de zuidelijke grenzen van het Mojave National Preserve. De bestaansreden van het National Monument zijn de afgelegen en bijna ongerepte Cadiz-duinen, gevormd uit het zand van droge meerbedden. Maar ook ruige bergketens, oude lavastromen en andere zandduinen maken onderdeel uit van het natuurgebied. Mojave Trails National Monument beschermt ook onvervangbare historische sites, waaronder oude inheemse Amerikaanse handelsroutes, trainingskampen uit het Tweede Wereldoorlog-tijdperk en het langst overgebleven onbebouwde deel van Route 66. Daarnaast is het gebied reeds decennialang een locatie van opzoekingen en onderzoek, inclusief geologische onderzoek en ecologische studies naar de effecten van klimaatverandering en landbeheer op ecologische gemeenschappen en dieren in het wild. 
Het monument kwam tot stand door presidential proclamation van president Obama op 12 februari 2016 samen met Castle Mountains National Monument en Sand to Snow National Monument. Van de drie monumenten is dit het enige dat uitsluitend beheerd wordt door het agentschap van het Bureau of Land Management. Het monument grenst in het zuiden aan het Joshua Tree National Park.
Het gebied ligt tussen de Interstates 15 en 40.